# Josef Dušátko
Josef Dušátko (* 14. prosince 1933 Drobovice) je bývalý československý atlet českého původu, který se specializoval na hod oštěpem.
Začínal ve Slavoji Podmokly (1951) a poté byl členem oddílu Slavoj Čáslav (1952–54), RH Praha (1955–57), Spartak Stalingrad – Bohemians (1958–60), RH Praha (1961–68), Start Karlovy Vary (1969–70)..
V roce 1966 se zúčastnil mistrovství Evropy, ale nepostoupil do finále.

## Rekordy
- české (československé) – 75,07 m (1958), 79,24 m (rok 1965)[1]
- osobní – 79,24 m (rok 1965)[1]